# Rigotte de Sainte-Colombe
De rigotte de Sainte-Colombe is een Franse kaas afkomstig uit Saint-Genix-sur-Guiers in Savoie.
De rigotte de Sainte-Colombe is een zachte kaas, gemaakt op basis van gepasteuriseerde koemelk, die jong gegeten dient te worden. De rijpingstijd van de kaas is kort, maar wel minimaal 15 dagen. De kaasmassa is geel, rijk van smaak en homogeen, de smaak is licht zurig.